# Oligia roseosuffumata
Oligia roseosuffumata är en fjärilsart som beskrevs av Heydemann 1932. Oligia roseosuffumata ingår i släktet Oligia och familjen nattflyn. Inga underarter finns listade i Catalogue of Life.